# Lars Banhold

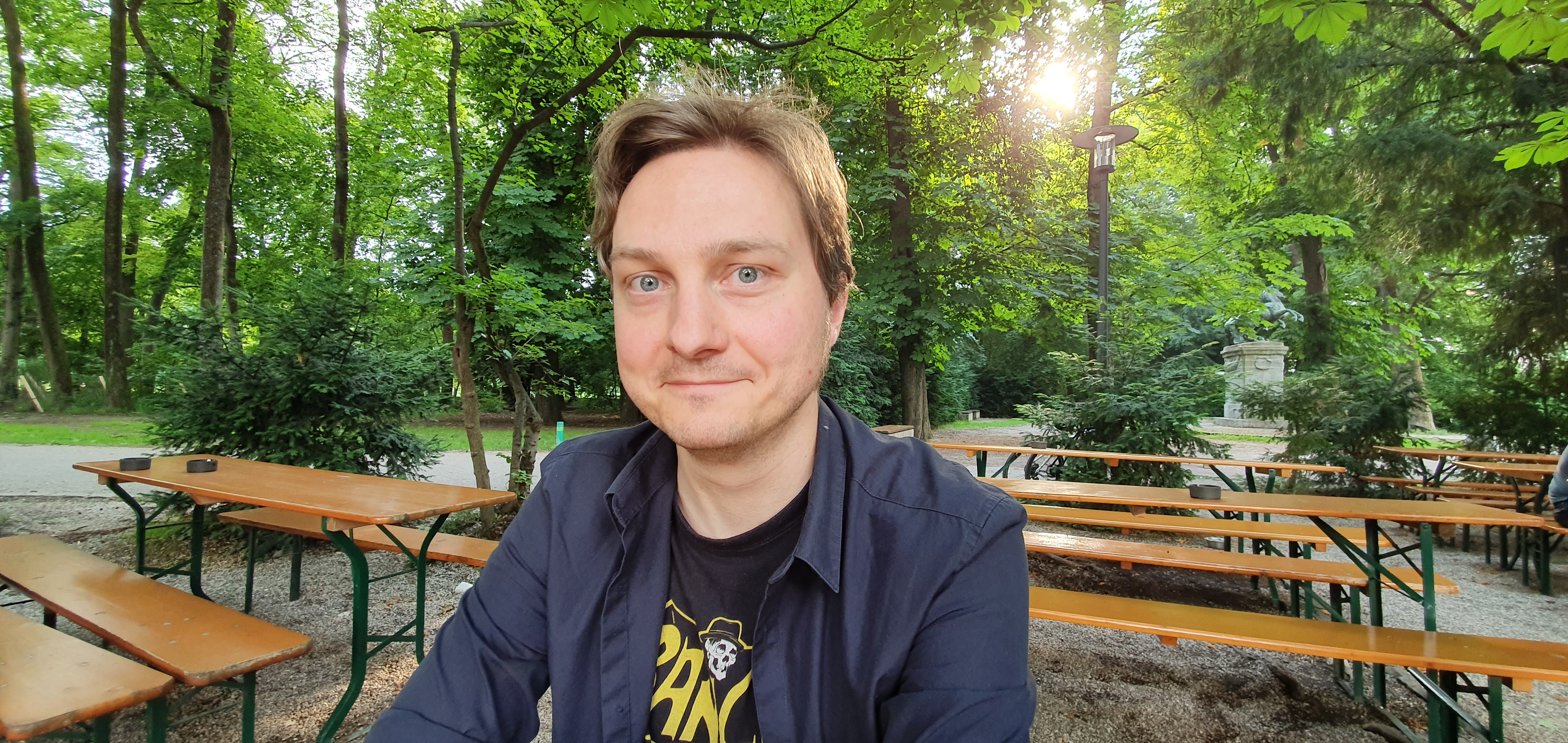
Im Jahr 2019 auf dem Comicfestival München

Lars Banhold (* 1982 in Hattingen) ist ein deutscher Autor, Übersetzer, Literaturwissenschaftler und Comicforscher.

## Leben
Nach dem Abitur im Jahr 2001 am Gymnasium Holthausen studierte Lars Banhold von 2001 bis 2008 Komparatistik und Geschichte an der Ruhr-Universität Bochum. Von 2009 bis 2017 war er dort Lehrbeauftragter für Allgemeine und Vergleichende Literaturwissenschaft und American Studies. Im Jahr 2016 promovierte er über die Autoren Richard Bruce Nugent und Wallace Thurman im Bereich American Studies.
Er schreibt Kommentare für Printmedien und ist Diskussionsteilnehmer in Funk und Fernsehen.
Unter dem Pseudonym Weylthaar veröffentlicht er seit 2018 Gedichte und Kurzgeschichten bei diversen Verlagen, zum Beispiel Rodneys Underground Press.
Banhold gehörte zum Gründungs- und Organisationsteam des internationalen Comic-Festivals COMICIADE in Aachen.
Lars Banhold lebt und arbeitet in Bochum.

## Auszeichnungen
Im Juni 2019 erhielt er den Peng! Preis des Comicfestivals München in der Kategorie „Beste Sekundärliteratur“ für Batman: Re-Konstruktion eines Helden.

## Werke (Auswahl)
- Batman – Konstruktion eines Helden (= yellow. Schriften zur Comicforschung Bd. 1), Christian A. Bachmann Verlag, Bochum 2008, 4. Auflage 2009, ISBN 978-3-941030-02-2.
- One Story, Two Variations in Different Keys. Wallace Thurmans Infants of the Spring, Richard Bruce Nugents Gentleman Jigger und die black urban middle class, Christian A. Bachmann Verlag, Berlin 2017, ISBN 978-3-941030-64-0
- Comics intermedial, (Mitautor und Mitherausgeber), Christian A. Bachmann Verlag, Bochum 2012, ISBN 978-3-941030-19-0
- Pink Kryptonite – Das Coming-out der Superhelden, Christian A. Bachmann Verlag, Bochum 2012
- Batman: Re-Konstruktion eines Helden, Christian A. Bachmann Verlag, Berlin 2017, ISBN 978-3-941030-66-4
- FEUER von Richard Bruce Nugent und Wallace Thurman, Übersetzung von Lars Banhold, Rodneys Undergroundpress, Dortmund 2020[5]
- serotoninloch. Gedichte (als "Weylthaar"), Rodneys Undergroundpress, Dortmund 2021[6]
- Schisskojenno. Situationstexte, Jugaad-Ruhr Verlag, Bochum 2022, ISBN 978-3-9824897-0-4